# Бисултанов, Жамлайла
Жамлайла Бисулта́нов (род. 1937) — чеченский советский рабочий, депутат Верховного Совета СССР.

## Биография
Родился в 1937 году. Чеченец. Член КПСС с 1966 года. Образование среднее.
С 1956 года шофёр колхоза. С 1958 года рабочий строительного управления, слесарь ТЭЦ. С 1962 года — слесарь-сборщик завода «Пищемаш», Шалинский район, Чечено-Ингушская АССР.
Депутат Совета Союза Верховного Совета СССР 9 созыва (1974—1979) от Гудермесского избирательного округа № 416 Чечено-Ингушской АССР. Член Комиссии по промышленности Совета Союза.